# Vlag van Wageningen

Vlag van de gemeente Wageningen

De vlag van Wageningen is op 10 november 1954 vastgesteld als gemeentelijke vlag van de Gelderse gemeente Wageningen. De vlag kan als volgt worden beschreven:
Twee banen van gelijke hoogte van wit en rood, met op de witte baan een rood twaalfspakig wiel, waarvan de bovenste spaak een kruis is.
De kleuren van de vlag en het wiel zijn afkomstig van het gemeentewapen.

## Verwante afbeeldingen

Wapen van Wageningen

Aalten ·
Apeldoorn ·
Arnhem ·
Barneveld ·
Berg en Dal ·
Berkelland ·
Beuningen ·
Bronckhorst ·
Brummen ·
Buren ·
Culemborg ·
Doesburg ·
Doetinchem ·
Druten ·
Duiven ·
Ede ·
Elburg ·
Epe ·
Ermelo ·
Harderwijk ·
Hattem ·
Heerde ·
Heumen ·
Lingewaard ·
Lochem ·
Maasdriel ·
Montferland ·
Neder-Betuwe ·
Nijkerk ·
Nijmegen ·
Nunspeet ·
Oldebroek ·
Oost Gelre ·
Oude IJsselstreek ·
Overbetuwe ·
Putten ·
Renkum ·
Rheden ·
Rozendaal ·
Scherpenzeel ·
Tiel ·
Voorst ·
Wageningen ·
West Betuwe ·
West Maas en Waal ·
Westervoort ·
Wijchen ·
Winterswijk ·
Zaltbommel ·
Zevenaar ·
Zutphen